# 다마투루
다마투루(Damaturu)는 나이지리아 북동부에 위치한 요베주의 주도로 면적은 2,366km2, 인구는 88,014명(2006년 기준)이다.